# Dirades strigulicosta
Dirades strigulicosta är en fjärilsart som beskrevs av Embrik Strand 1916. Dirades strigulicosta ingår i släktet Dirades och familjen Uraniidae. Inga underarter finns listade i Catalogue of Life.